# Elvire de Castille (reine de Sicile)
Pour l’article homonyme, voir Elvire de Castille.
Elvire de Castille, née entre 1100 et 1104, morte le 6 février 1135 est une reine de Sicile par mariage, ayant épousé en 1117 le comte Roger II de Sicile, devenu roi en 1130.

## Biographie
Elle est fille d’Alphonse VI, roi de Castille et de la reine Isabelle (c. 1080-1107). Cette dernière était en fait une reine mauresque du nom de Zaïda, qui avait épousé en premières noces Abu Nasir al Fatah al Ma’mun († 1090), fils d'Al-Mu`tamid, émir de Séville. Alphonse en avait fait sa maîtresse, laquelle avait donné naissance à trois enfants avant de l’épouser en mars 1106.
En 1117, son père la marie à Roger II (1095 † 1154), comte de Sicile. On ne sait pour quelle raison Alphonse lui choisit cet époux, mais il est fort possible que l’ascendance musulmane d’Elvire était précieuse à Roger pour se concilier la population islamique de Sicile et favoriser le développement de la maison de Hauteville dans l’île. Le 27 septembre 1130, le pape Anaclet II accorde la couronne royale à Roger, qui est couronné avec son épouse le jour de Noël 1130. 
La reine meurt le 6 février 1135. Elle a donné naissance à :
- Roger (1118 † 1148), duc d’Apulie ;
- Tancrède (1119 † 1138), prince de Bari ;
- Alphonse (1121 † 1144), prince de Capoue et duc de Naples ;
- Adelise (1122-1145?), mariée à Josselin, comte de Loreto († 1189) ;
- Catherine (1124-1134) ;
- Isabelle (1126-1133) ;
- Guillaume Ier (1131 † 1166), roi de Sicile ;
- Marie (1129-1144) ;
- Henri, mort jeune ;
- Pierre (1128?-1133).

Elle est inhumée dans l'église Santa Maria Maddalena de Palerme.

## Sources
- Foundation for Medieval Genealogy :
  - Alphonse VI de Castille.
  - Roger II de Sicile.